# Siegfrieds Mechanisches Musikkabinett
Siegfrieds Mechanisches Musikkabinett is een museum in Rüdesheim am Rhein in de Duitse deelstaat Hessen. Het museum is gewijd aan mechanische muziekinstrumenten.
Het museum toont instrumenten die gemaakt zijn van de 18e tot en met 20e eeuw. Het bezit een collectie van 350 muziekinstrumenten, variërend van kleine speelklokken tot grote concertinstrumenten. Bijzondere stukken in het museum zijn zelfspelende violen, een orchestrion met de naam Hupfeld Violina Orchestra en een bioscooporgel van Welte. Het vloeroppervlak bestrijkt 400 m².
Het museum werd opgericht door Siegfried Wendel. In de jaren zestig deed hij het idee op tijdens zijn huwelijksreis in Los Angeles. Hij zag toen een huis dat ingericht was als saloon en volstond met mechanische muziekinstrumenten. Op basis van zijn indrukken daar, richtte hij op 17 oktober 1969 het eerste museum voor mechanische muziekinstrumenten van Duitsland op in een ruimte in het streekmuseum. Naarmate de collectie groeide, volgden enkele verhuizingen totdat het in de jaren zeventig naar de huidige locatie in het Brömserhof vertrok, een voormalige ridderzetel in Rüdesheim, op vijftig meter van het toeristische gebied in de Drosselgasse. Het museum wordt jaarlijks door rond de 90.000 mensen bezocht.
Een historisch moment, waardoor de collectie landelijk onder de aandacht kwam te staan, was toen Wendel op uitnodiging van Helmut Schmidt (bondskanselier van 1974 tot 1982) een optreden met mechanische instrumenten gaf tijdens een tuinfeest in het Palais Schaumburg in de toenmalige hoofdstad Bonn.

## Impressie

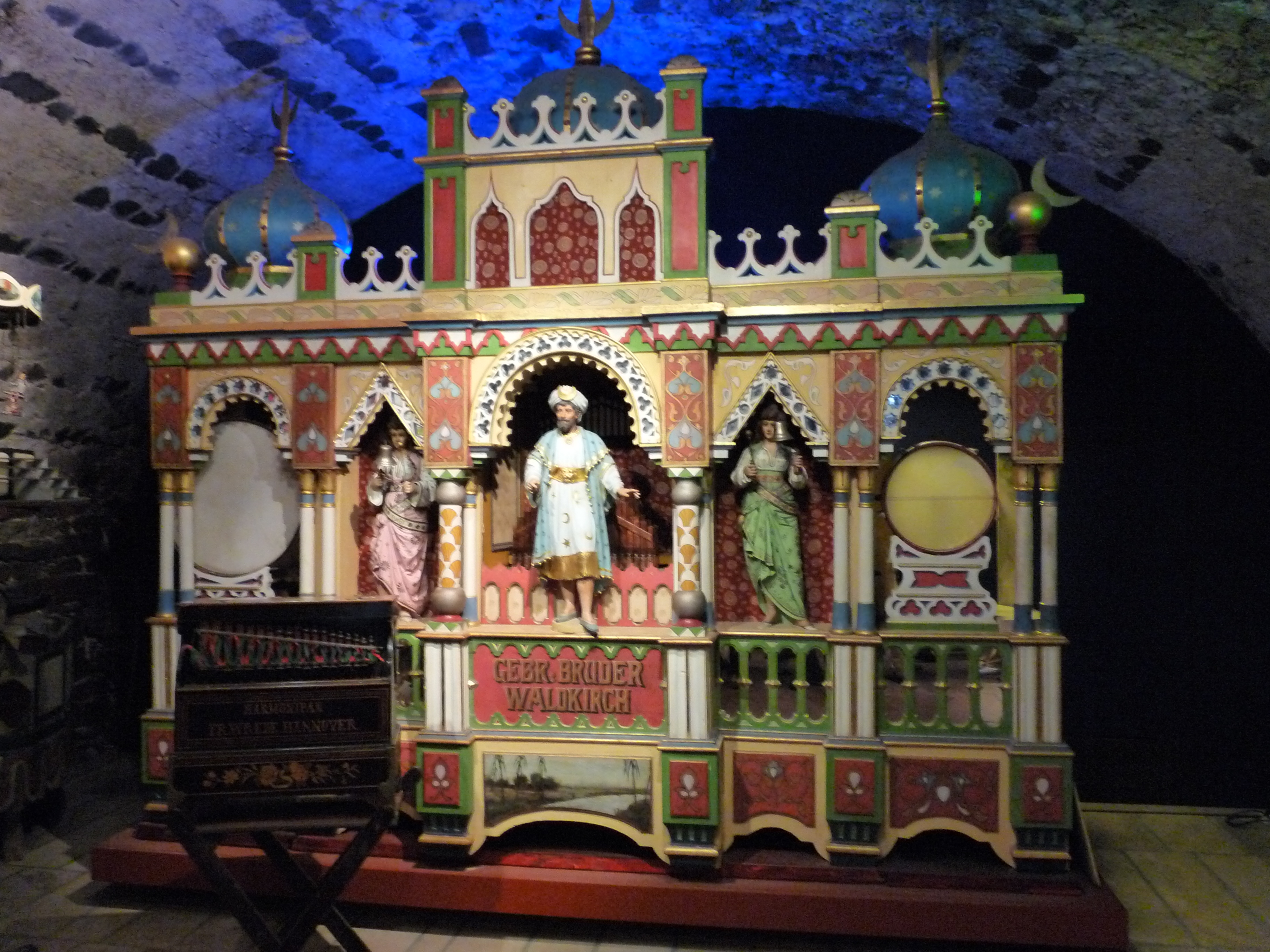
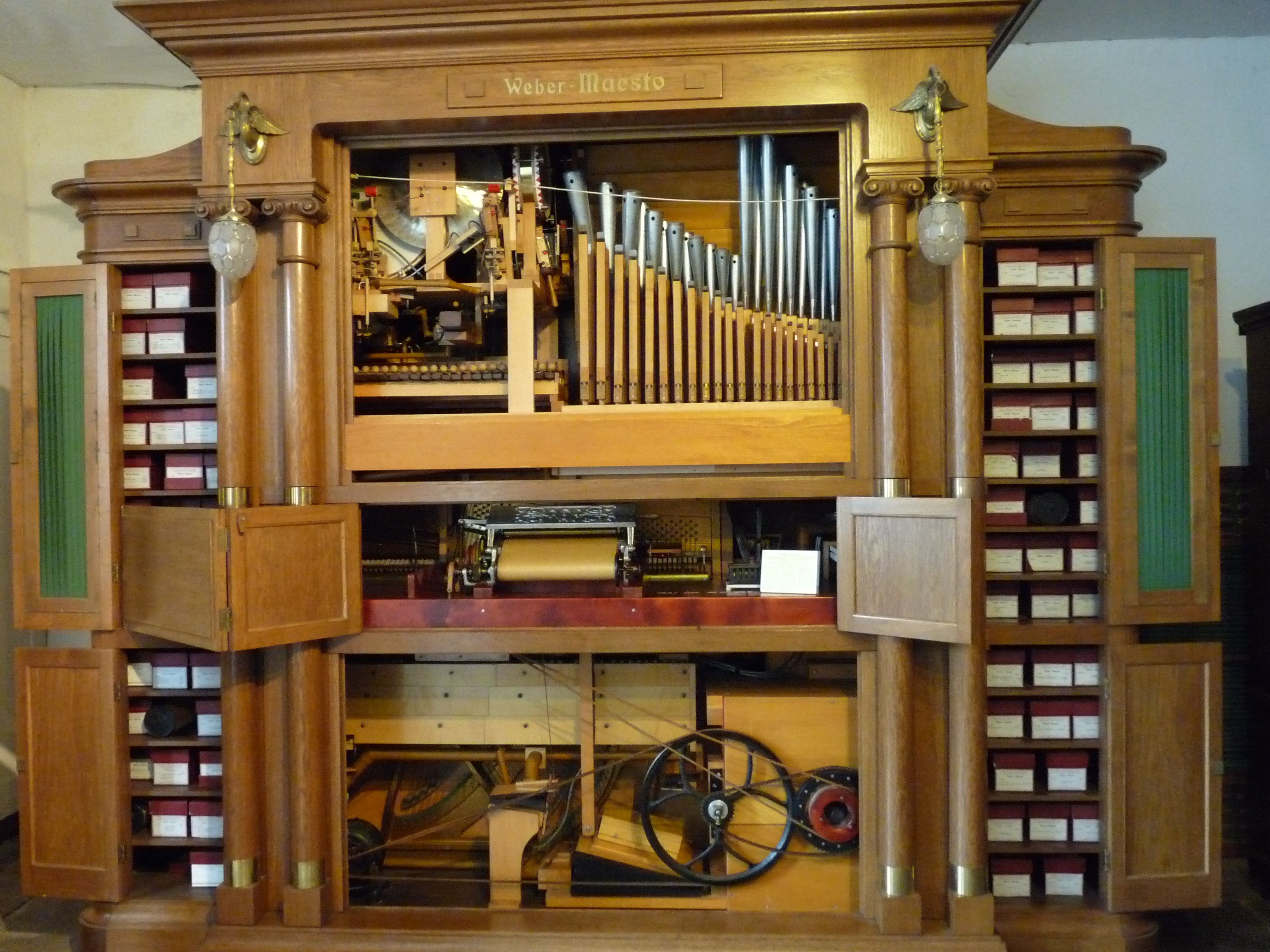
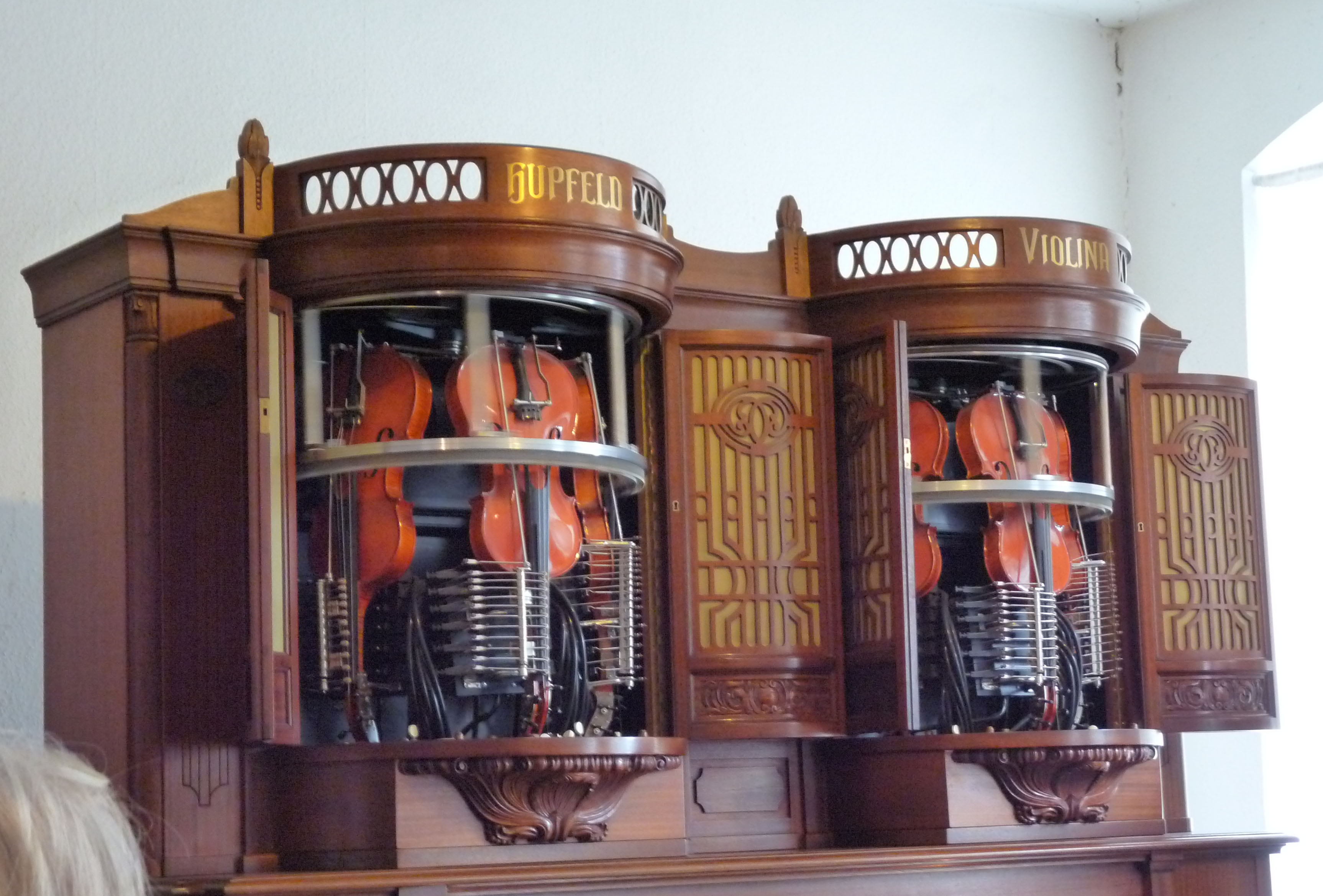